# Дворовичі
Дворовичі — село в Україні, у Рівненському районі Рівненської області. Населення становить 221 осіб. Належить Дядьковицькій сільській громаді.
Від Милостова зворотним шляхом можна повернутись до Млинівського тракту й ним, подолавши з Малого Шпакова 3 кілометри південно-західного напрямку, звернути в лівобічну бруківку до Дворович — села, що до 1959 року носило назву Новосілки. Під кінець 1993 року тут було 125 дворів, 237 мешканців.

## Історія
Село Дворовичі в 1959 році замінило назву Новосілки. До 1939 року Новосілки, що на рівнині лівого берега Гнилушки (Грушвиці), вважались окремим селом, а правобережні підгірні Дворовичі - єпархіально залежною «деревнею». У Новосілках (Дворовичах) діє збудована десь на початку XVII ст. церква Святого Миколи. Вона зберігала копії метричних книг з 1830 року, мала знищені пожаром цінні стародруки. Найдавніші вісті про Дворовичі вдалося виявити в «інвентарі половини села Шпакова» за 1631 рік. У ньому в перекладі з польського читаємо: «засіяно... поля на Параніні під лісом переднім Шпаківським, у третю руку полів у Дворовичах за Мельником і під Яневичами. Ці всі простори вівсом засіяні». У наступному 1632 році згадується «Дворовицкий став», при якому діяв водяний млин, пошкоджений весняною повінню. Тоді ж був знесений надрічковий міст і дворовий «птахівник». Напередодні Визвольної війни 1651 року ватага повсталих селян захопила в «Дворовичах, Новосілках, Яневичах» панські коні, на яких подались у напрямку «мльїновской дороги». Упродовж наступних років Дворовичі фігурують в актах як місце, де скупчувалися шляхетські каральні загони. Інвентар 1704 року засвідчує в «имении Дворовиче» 37 «димів», 227 жителів, 2 смолокурні, 1 вапельню, 3 ставки, 2 літні кошари. Там же перераховуються збільшені повинності селян у натурі й грошах. На картах, поземельних планах XIX ст. Дворовичі часто даються у польському записі «Дворовіце», а один раз (видно, помилково) «Дворовци». 
У народі назву Дворовичі пов’язують з поняттям «дворові люди». Мовляв, тут до появи села був лише панський двір, неподалік якого проживали дворові наймити. їм за вірну службу виділяли трохи землі, на якій стали розживатись, а їх забудови околишні поселенці назвали Дворовичами. Суміжні Новосілки мають непевну документацію з 1587 року. Йдеться про акт-закладну Олександра Пронського, дану Янушу Жаславському на «Новоселки» (Жуківської волості). Але тут, можливо, маються на увазі Новосілки над Стублою, що були «деревнею» Новожукова. Інвентар 1597 року безсумнівно стосується «Новосюлок Дятковичской волости», оскільки йдеться у ньому й про сусідні Яневичі й Переділи. Тоді в Новосілках нараховували 39 дворів, за якими числилось ЗО десятин угідь. У 1603 році «имение Новосюлки» відходять до грушвицького посесора Жигадла, нараховуюучи 55 підлісних дворів. Під кінець 1777 року в «Новосюлках» споруджують каплицю, упорядковують могилки, збирають пожертвування на будівництво церкви. У новіших актах, поземельних планах Новосілки як самостійне село згадуються часто і, як правило, під записом «Новосюлки», «Новоселки» («Ново-Селки»), У Дворовичах, Новосілках є іменовані місця: Янівка (Янувка) - «бувша чеська колонія, основана Яном»; До церкви - «центр села»; Загуменок - «дільниця в околиці гумен»; Гора - «висотний кар’єр, де беруть камінь, пісок»; Глинище - «випас на глиняних ґрунтах»; Шевчикова гора - «невелика висота на маєтності Шевчика»; Лиса гора - «стрімка висота з оголеною вершиною»; Терешківка - «орний ґрунт, належний Терешкові»; Кардаш - «осушене болото, назва якого могла піти від слова карна «огорожа для худоби» або від прізвища Кардаш, де значення «споріднений брат»; Камениця - «каменоломня»; Гузюкова гора - «культивована висота на власності Гузюка»; Озеро - «надрічкове водоймище, біля якого косили траву»; Ставище - «місце ставу для водяного млина»; Курган - «старовинний могильник»; Тарасівка - «поле селянина Тараса»; Дубина - «орні ґрунти на місці дубового лісу»; Вовча гора - «тут ніби водились борсуки, які ставали здобиччю вовків»; Саткова гора - «чаї іконо мли in їм інкоі.і їм м.и іно< іі Сатка»; Круча - «крутобічна висота і напримку ІімнігіїИ". ІІІнОи НИЦЯ - «ВИСОТНИЙ ДубоВИЙ ЛІС, ДС НІби I MH IM І ■он < МІНИ КрННІКНм. Джерело - «прирічкова криниця з цілющою подою . Цеп ні.іон п - «дільниця села Новостава, де ніби випалювали цеглу», Кавалки - «невеличкі наділи орноїземлі»; Бузунева гора «висота на ма< і ності Бузуна»; Колонія - «колишня осада польських колоністів».

## Топонімія
У Дворовичах, Новосілках є іменовані місця: Янівка (Янувка) «колишня чеська колонія, основана Яном»; До церкви «центр села»; Загуменок (Загуменки) «дільниця в околиці гумен»; Гора «висотний кар'єр, де беруть камінь, пісок»; Глинище «випас на глиняних ґрунтах»; Щевчикова гора «невелика висота на маєтності Шевчика»; Лиса гора «стрімка висота з оголеною вершиною»; Терешківка «орний ґрунт, належний Терешкові»; Кардаш "осушене болото, назва якого могла піти від слова карда «огорожа для худоби» або від прізвища Кардаш, де значення «споріднений брат»; Камениця «каменоломня»; Гузюнова гора «культивована висота на власності Гузюна»; Озеро «надрічкове водоймище, біля якого косили траву»; Ставище «місце ставу для водяного млина»; Курган «старовинний могильник»; Тарасівка «поле селянина Тараса»; Дубина «орні ґрунти на місці дубового лісу»; Вовча гора «тут ніби водились борсуки, які ставали здобиччю вовків»; Сашкова гора «частково заліснена висота на маєтності Сашка»; Круча «крутобічна висота в напрямку Іваничів»; Шибениця «висотний дубовий ліс, де ніби пан карав селян-кріпаків»; Джерело «прирічкова криниця з цілющою водою»; Кавалки «невеличкі наділи орної землі»; Перша гора, Друга гора — «висотності при правому березі р. Гнилушка (Стубелка)між Сашковою та Вовчою горами»; Колонія «колишня осада польських колоністів», Долина «глиняний та піщаний кар'єр».

## Населення

### Мова
Розподіл населення за рідною мовою за даними перепису 2001 року:
| Мова       | Кількість | Відсоток |
| ---------- | --------- | -------- |
| українська | 218       | 98.64%   |
| російська  | 3         | 1.36%    |
| Усього     | 221       | 100%     |